# 13 يوما (مسلسل برازيلي)
13 يوماً (بالبرتغالية: Treze Dias Longe do Sol‏) هو مسلسل قصير برازيلي تم إنتاجه بالاشتراك مع شركة O2 Filmes و Estúdios Globo. تم إصداره في الأصل في 2 نوفمبر 2017 على غلوبوبلاي. تم بث حلقة واحدة في الليلة من الإثنين إلى الجمعة على ريدي غلوبو. كتبه إيلينا سواريز ولوتشيانو مورا مع صوفيا مالدونادو وإخراج لوسيانو مورا وإيزابيل فالينتي.

## قصة المسلسل
يتتبع المسلسل مجموعة من الأشخاص المحاصرين تحت مبنى طبي منهار وهم يكافحون من أجل البقاء على قيد الحياة، وآلام أقاربهم وأصدقائهم وهم يحاولون معرفة ما إذا كانوا قد نجوا، ومحاولات الشركة المسؤولة عن تشييد المبنى إخفاء المخالفات التي قد تكون ساهمت في الانهيار.